# Santuario de los Gitanos (Sevilla)
El santuario de los Gitanos se encuentra en la calle Verónica de Sevilla, Andalucía, España. Es la sede canónica de la Hermandad de los Gitanos desde 1999. Fue la iglesia del antiguo convento del Valle.

## Historia

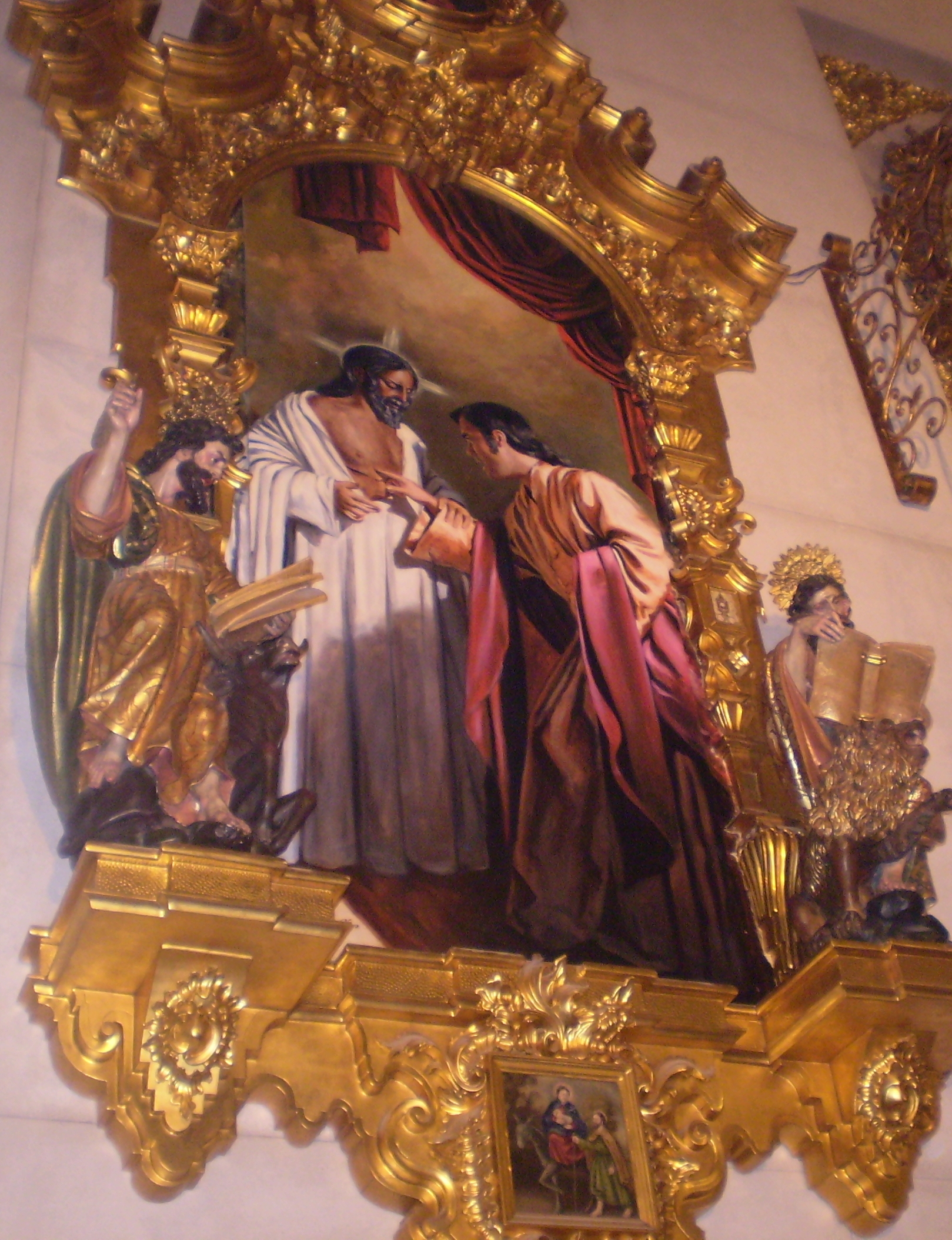
Retablo del santuario.

Era la iglesia del antiguo Convento del Valle, instalado en 1403. En 1996 el Ayuntamiento de Sevilla lo cedió para que fuese la sede de la Hermandad de los Gitanos. Alonso Morgado dice en su Historia de Sevilla (1587) que el nombre "del Valle" viene del valle y la arboleda que se encontraban donde estaba el convento. Se instalaron en él religiosas dominicas hasta la congregación fue disuelta en 1507. Posteriormente, habitaron en él religiosas terceras dominicas de la Orden de Santa Catalina de la Penitencia hasta 1529. Les sucedió en este convento la Orden de Regulares Terceros Franciscanos hasta 1657. Luego estuvo en el convento la Orden de Franciscanos Observantes hasta la desamortización de 1835.
En 1856 el franciscano Mariano Pilar de la Torre, que había sido visitador del antiguo convento, comenzó la restauración de la iglesia abandonada. No obstante, la restauración fue insuficiente y la iglesia fue derribada en 1873 para realizar la actual, finalizada en 1877.
El convento quedó convertido en casa de vecinos. Fue adquirido por la viuda del marqués de Villanueva para destinarlo a la sede en España de la Orden del Sagrado Corazón, que se instaló en el mismo en 1866. Esta congregación convirtió el convento en un colegio e hizo uso de la iglesia. En 1975 la congregación se trasladó al Aljarafe y vendió el convento a una empresa inmobiliaria, aunque al ser territorio municipal finalmente no se construyó nada. En 2010 se construyeron unos jardines en esta parcela, conservándose del colegio la puerta principal y un retablo cerámico.
Las obras de la Hermandad de los Gitanos fueron sufragadas con la ayuda de la duquesa de Alba. Las obras de restauración finalizaron en febrero de 1999. La hermandad se encontraba antes en la iglesia de Santa Catalina. 
En 2007, bajo decreto pontificio, el cardenal arzobispo de Sevilla, Carlos Amigo Vallejo, consagró el templo en santuario. El nombre completo del templo pasó a ser el de Santuario de Nuestro Padre Jesús de la Salud y María Santísima de las Angustias Coronada.
En 2014 fueron enterradas en este santuario la mitad de las cenizas de la duquesa de Alba, Cayetana Fitz-James Stuart, hermana y camarera de la Virgen de las Angustias.

## Interior
En el interior del templo se encuentran las esculturas de Jesús de la Salud (José Rodríguez y Fernández-Andes, 1938), la Virgen de las Angustias (José Rodríguez y Fernández-Andes, 1937), San Juan Evangelista (José Vázquez Sánchez, 1954), la Virgen del Valle, Ceferino Giménez (Darío Fernández Parra, 2001) y el Cristo de la Cárcel. El Santísimo Cristo de la Cárcel es una réplica de un crucificado venerado en Mairena del Alcor, regalo del cantaor Manuel Mairena.
En la parte que da acceso al camarín de la Virgen de las Angustias hay una serie de cuadros de la vida de Jesús y María con el nombre de Escala dolorosa. Estas obras, de 2008, fueron encargadas por la duquesa de Alba a Raúl Berzosa. Fueron bendecidas por el cardenal Amigo Vallejo. Estas obras son: La profecía de Simeón, La huida a Egipto, La pérdida del niño Jesús en el templo, María encuentra a Jesús cargando con la Cruz (lo representan los sagrados titulares), La crucifixión y muerte de Jesús, María recibe a Jesús bajado de la Cruz y La sepultura de Jesús.